# Kneifelspitze
Die Kneifelspitze ist ein 1189 m ü. NHN hoher, südöstlicher Vorberg des Untersbergmassivs der Berchtesgadener Alpen in Oberbayern (Deutschland). 

## Geographische Lage
Die waldreiche, flachkuppige Kneifelspitze erhebt sich knapp 3 km nordnordöstlich von der Ortsmitte des Marktes Berchtesgaden zwischen dessen Gnotschaften Untersalzberg im Südosten und Vordergern im Nordwesten.
Der Südostausläufer der Kneifelspitze ist der Kiliansberg.

## Gipfel
Der Gipfel der Kneifelspitze ist von der bekannten Wallfahrtskirche Maria Gern durch einen leichten, aber steilen Wanderweg zu erreichen. Dort steht mit einem einzigartigen Rundblick über das Berchtesgadener Tal mit dem Watzmann die bewirtschaftete Paulshütte mit dem Gipfelkreuz. In entgegengesetzter Richtung reicht der Blick bis zur Mozartstadt Salzburg.
Auf dem Berg steht eine der sechs Sendeanlagen, die als Pseudoliten in der GALILEO Test- und Entwicklungsumgebung (GATE) des europäischen Satellitennavigationssystems Galileo zur Simulation von  Navigationssatelliten dienen.

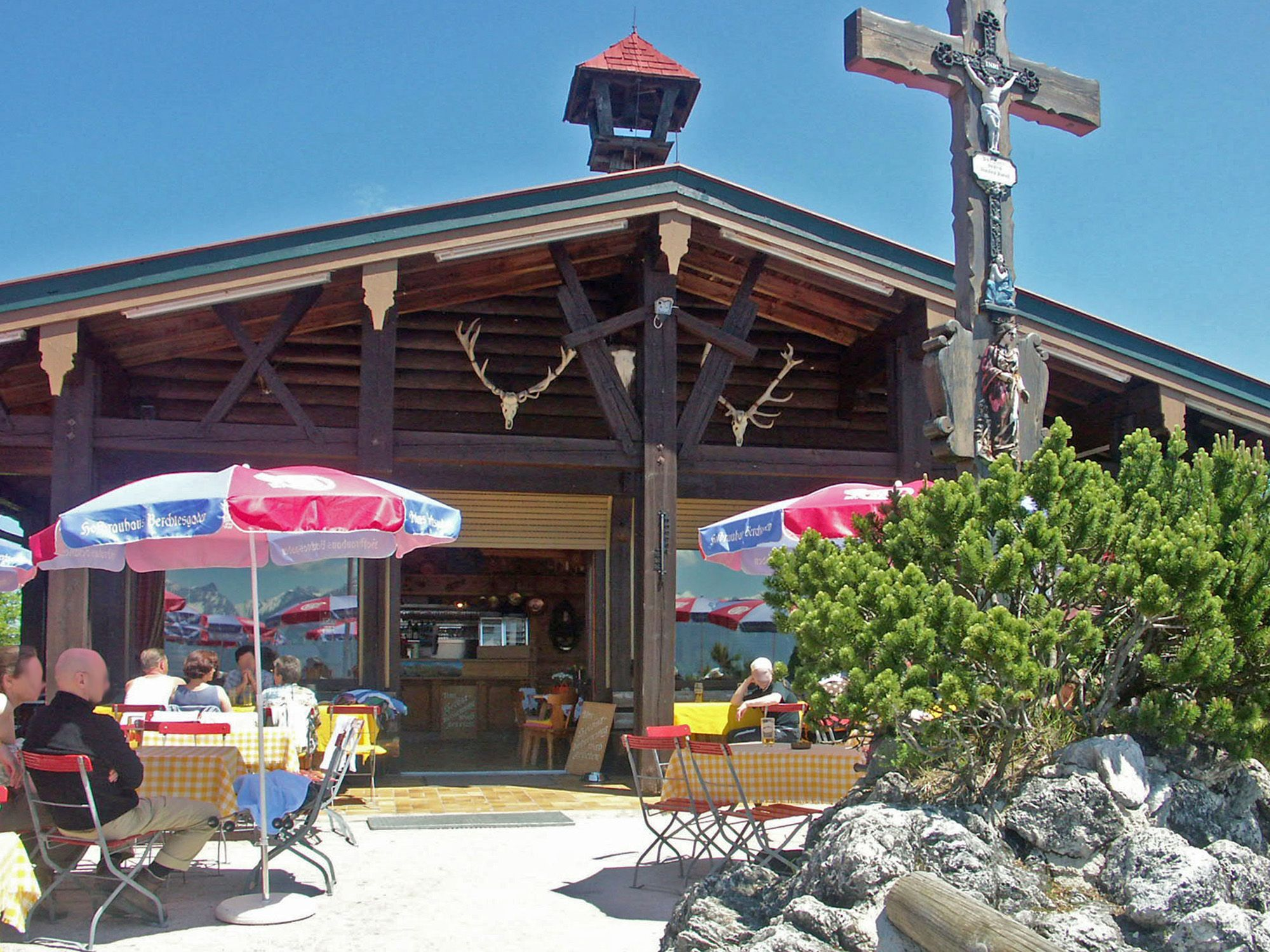
Paulshütte mit Gipfelkreuz
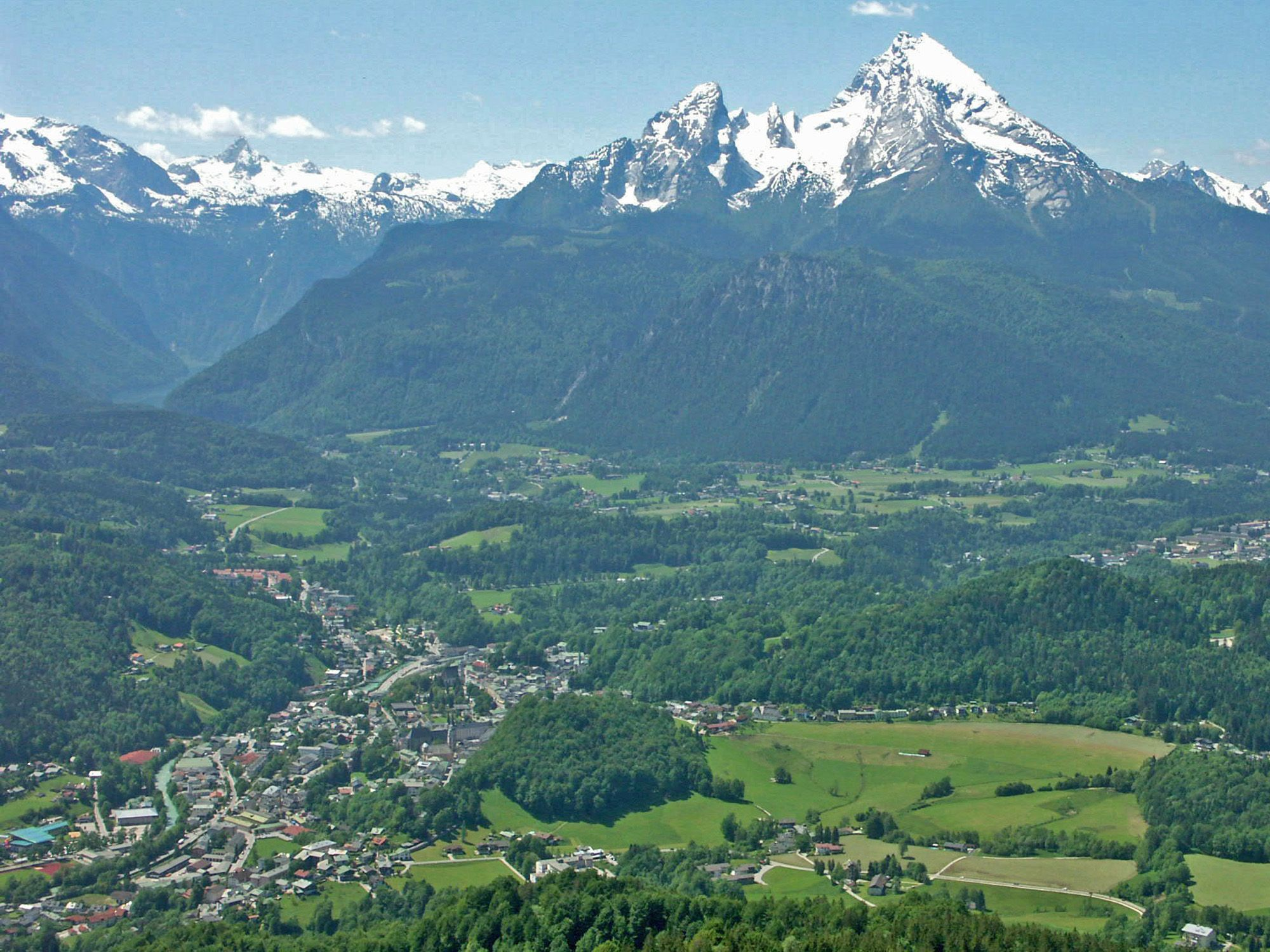
Watzmannblick
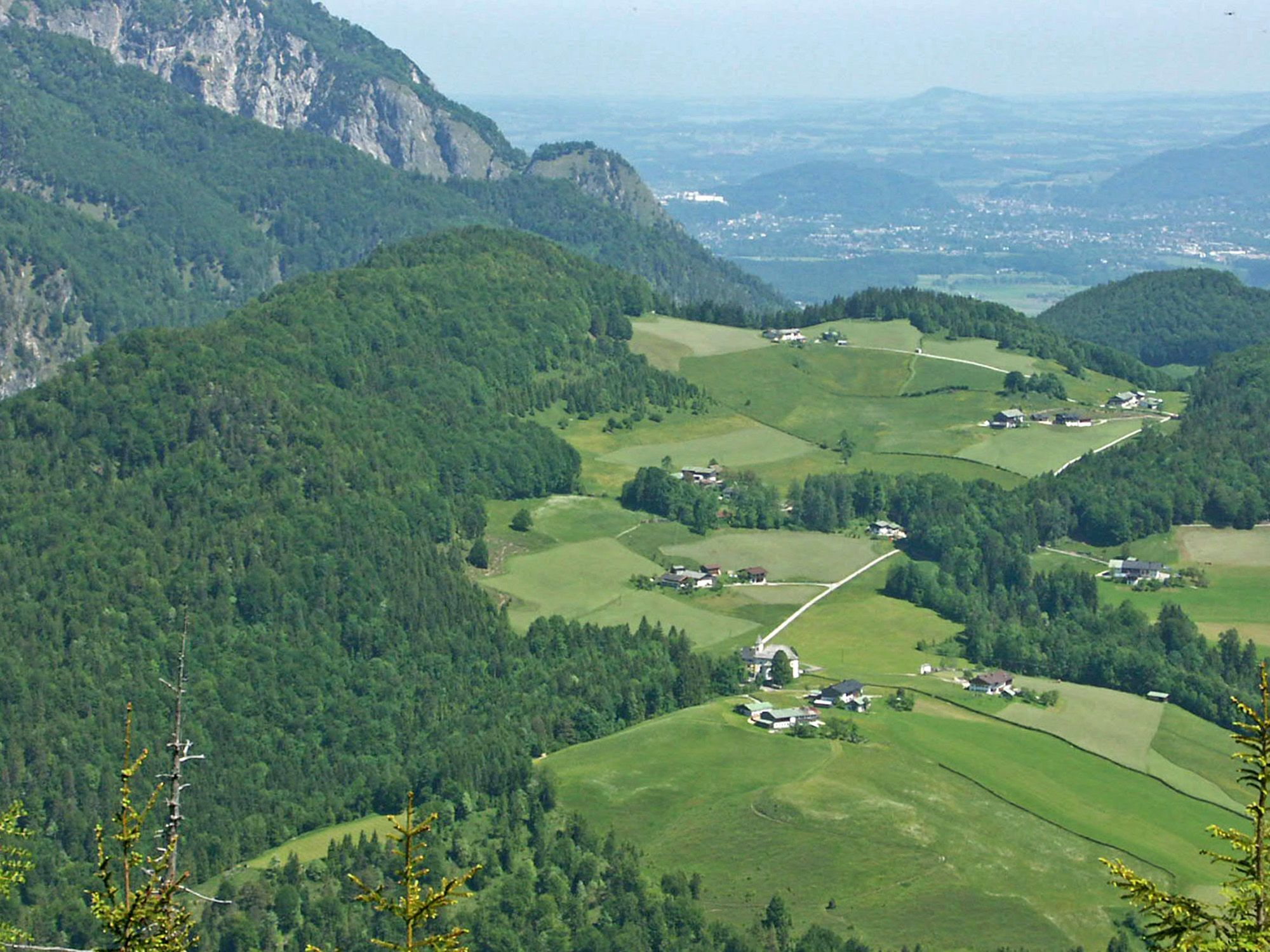
Salzburgblick